# حملة تكساس

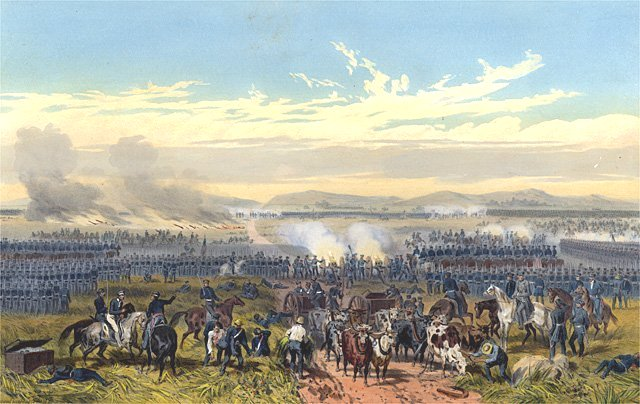
لوحة فنية عن معركة بالو ألتو نيبيل

حملة تكساس (بالإنجليزية: Texas Campaign)‏ ، هي معركة حربية أرادت القوات المكسيكية ضم أراضي تكساس ضمن الأراضي المكسيكية ، ووقعت المعركة من تاريخ 25 أبريل إلى 9 مايو سنة 1846م، حين أنتصرت القوات الأمريكية على القوات المكسيكية ، حين خسرت القوات الأمريكية كل من جاكوب براون وأسر سيث ثورونتون بعد المعركة.

## القوات مابين الطرفين
بلغت عدد القوات الأمريكية نحو 2400 مقاتل ، بينما كانت القوات المكسيكية تزيد عن 4000 مقاتل ، وبعد المعركة خسر من الجيش الأمريكي نحو 60 قتيلا و149 جريحاً ، بينما خسرت المكسيك نحو 335 قتيلاً و336 مصاباً.

## وصلات خارجية
- Battle report and list of casualties
- A Continent Divided: The U.S.-Mexico War, Center for Greater Southwestern Studies, the University of Texas at Arlington